# Dullahan
Un Dullahan (también conocido como Gan Ceann, que traducido del irlandés significa «sin cabeza») es una criatura mítica perteneciente a la mitología irlandesa.

## Mitología
El Dullahan es descrito como un jinete sin cabeza que carga su propia cabeza cercenada bajo un brazo. Generalmente, un Dullahan suele ser de género masculino, aunque también existen varias versiones femeninas del mismo. Los ojos de su cabeza se mueven hacia todas direcciones y son capaces de ver incluso en las noches más oscuras, mientras que una sonrisa imperecedera jamás abandona su rostro. Se dice que un Dullahan utiliza la espina dorsal de un cadáver humano como un látigo, y su carro está adornado con objetos funerarios. Cuando el Dullahan deja de montar a caballo, significa que en ese sitio una persona debe morir. El Dullahan entonces llama el nombre de la persona, momento en el cual la persona en cuestión perece inmediatamente.
No hay manera de impedir la venida de un Dullahan, puesto que todas las cerraduras y puertas se abren cuando este se aproxima. Tampoco les gusta ser vistos mientras realizan sus encomiendas, arrojando, en represalia, una vasija de sangre a los que se atreven a hacerlo, o incluso azotan los ojos de los observadores con su látigo. Se sabe que le temen al oro, e incluso un solo alfiler de oro puede expulsar a un Dullahan.
También se cuenta que el Dullahan no es otra cosa más que la encarnación terrenal del antiguo dios celta Crom Dubh, cuyo culto exigía de sacrificios humanos (a quien se veneró hasta el siglo VI, cuando el catolicismo comenzó a aparecer en Escocia e Irlanda), y que ha regresado al mundo terrenal por almas de los vivos.